# Exciter (O.T.T.)
Exciter (O.T.T.) è il quinto album del gruppo musicale Exciter, realizzato nel 1988.
È il primo senza Dan Beehler alla voce. Beehler rimane però il batterista del gruppo.

## Tracce
1. Scream Bloody Murder – 4:40
2. Back In The Light – 3:34
3. Ready To Rock – 4:17
4. O.T.T. – 3:59
5. I Wanna Be King – 4:22
6. Enemy Lines – 4:00
7. Dying To Live – 4:35
8. Playin' With Fire – 4:34
9. Eyes In The Sky – 4:54

## Bonus Track
1. Termination – 2:17

## Formazione
- Brian McPhee - chitarra
- Rob Malnati - voce
- Allan Johnson - basso
- Dan Beehler - batteria